# Use Your Nose
Up Your Nose is de eerste ep van de Zweedse punkband Millencolin. De van het album is afkomstig van de skateboardtruc "Noseslide". Dit is ook te zien op de cover van de ep. De gelijknamige track Use Your Nose is een verborgen nummer dat na Nosepicker komt. Een Nosepick is ook een skateboard-truc.
Alle nummers op dit album zijn ook verschenen op de latere compilatie The Melancholy Collection.

## Nummers
1. "In A Room" - 2:56
2. "Pain" - 2:20
3. "Shake Me" - 2:14
4. "Melack" - 2:13
5. "Nosepicker" - 3:38
6. "Use Your Nose" (verborgen) - 1:36

Nikola Šarčević · Mathias Färm · Fredrik Larzon · Erik Ohlsson
Albums en ep's: Use Your Nose · Skauch · Same Old Tunes · Life on a Plate · For Monkeys · Hi-8 Adventures Soundtrack · The Melancholy Collection · Pennybridge Pioneers · No Cigar · Millencolin/Midtown Split · Home from Home · Kingwood · Machine 15 · The Melancholy Connection · True Brew · SOS
Video's en dvd's: Millencolin and the Hi-8 Adventures